# The Sound of Music (album, Laibach)
The Sound of Music je cover album skupine Laibach. Vsebuje pesmi iz muzikala Moje pesmi, moje sanje in priredbe korejskih narodnih pesmi. Izšel je 23. novembra 2018 pri založbi Mute Records.

## Ozadje
Zasedba Laibach je leta 2015 obiskala Severno Korejo in s tem postala prva zahodna rock skupina, ki je kadarkoli nastopila v Demokratični ljudski republiki dinastije Kim. Kljub temu da skupina slovi po umetniškem kritiziranju totalitarnih režimov, je nastopila na praznovanju 70-letnice neodvisnosti. Od odpravi so govorili mediji po celem svetu – od Johna Oliverja do revije Rolling Stone. Na koncertu v Pjongjangu se je Laibach predstavil s priredbami skladb iz muzikala Moje pesmi, moje sanje, ki so bile kasneje posnete v studiu.

## Kritični odziv
Album je bil pozitivno sprejet. Na portalu Metacritic ima album oceno 73 od 100, na podlagi 11 kritik. Za Mladino je Goran Kompoš napisal: "V ospredju ni glasbena dovršenost, temveč konceptualna vrednost. The Sound of Music združuje oboje: tudi v glasbeno najambicioznejših trenutkih, za katere je odgovoren predvsem Boris Benko iz dvojca Silence, plošča kipi od porogljive, parodične satiričnosti."
Na Radiu Študent je bil album uvrščen na 13. mesto na seznam Naj tolpe bumov 2018, seznam najboljših slovenskih albumov leta, na portalu 24ur.com pa na 7. mesto.

### Priznanja
| objava        | uvrstitev | seznam                  |
| ------------- | --------- | ----------------------- |
| Radio Študent | 13.       | Naj tolpe bumov 2018    |
| 24ur.com      | 7.        | Domači albumi leta 2018 |

## Seznam pesmi
| Št.             | Naslov                       | Dolžina |
| --------------- | ---------------------------- | ------- |
| 1.              | „The Sound of Music‟         | 4:54    |
| 2.              | „Climb Ev'ry Mountain‟       | 4:02    |
| 3.              | „Do-Re-Mi‟                   | 4:24    |
| 4.              | „Edelweiss‟                  | 3:17    |
| 5.              | „Favorite Things‟            | 3:42    |
| 6.              | „Lonely Goatherd‟            | 3:31    |
| 7.              | „Sixteen Going on Seventeen‟ | 4:06    |
| 8.              | „So Long, Farewell‟          | 3:18    |
| 9.              | „Maria / Korea‟              | 4:23    |
| 10.             | „Arirang‟ (아리랑)           | 3:00    |
| 11.             | „The Sound of Gayageum‟      | 2:05    |
| 12.             | „Welcome Speech‟             | 1:13    |
| Skupna dolžina: | Skupna dolžina:              | 42:13   |

Opombe
- Pesmi 1–9 sta napisala Richard Rodgers in Oscar Hammerstein II za film Moje pesmi, moje sanje.
- Pesmi 10 ("Arirang") je korejska ljudska pesem in velja za neuradno himno Koreje.[9]
- Pesem 11 ("The Sound of Gayageum") je avtorska pesem skupine Laibach.
- Pesem 12 je posnetek dobrodošlice, ki jo je ob vstopu v Demokratično ljudsko republiko Korejo skupini izrekel g. Ryu, predsednik komiteja za kulturne izmenjave s tujimi državami.